# Stagnicola mighelsi
Stagnicola mighelsi är en snäckart som först beskrevs av W. G. Binney 1865.  Stagnicola mighelsi ingår i släktet Stagnicola och familjen dammsnäckor. Inga underarter finns listade i Catalogue of Life.